# 福原京
福原京（日语：／ Fukuhara-kyō */?），位於今兵庫縣神戶市，平安時代末期的「入道相國」平清盛在治承4年（1180年）計劃遷都的日本新首都名稱，當時計劃稱作和田京。

## 概要
位置約在現在的兵庫縣神戶市中央區至兵庫區北部約平野一帶，計畫是將都城設在山腳下，可俯瞰貿易商港大輪田泊（今兵庫港與神戶港西部）和人工島經之島的地方。1169年雪見御所落成，平清盛喜愛此地並在平野定居了10年。平野是南部以外的三個方向被群山包圍的盆地，背靠六甲山系以大倉山、會下山等丘陵的地形據說地勢呈“コ”字形排列，能抵擋北風且溫暖舒適，更容易為敵人的進攻做充分準備。另一個原因是這裡是石井川、天王谷川和新湊川的匯合處。平清盛於遷都福原後再興北區山田町明要寺，將其譽為“西部的比叡山”，從而祭拜月球。參拜時，使用從石井川東岸向北延伸的烏原古道。
平清盛克服高倉天皇和平家一門的反對，強行遷都。據說這是因為他計畫通過擴大與南宋的貿易來建立一個海洋國家。這座城市若能得到完備的整建則將成為平氏政權「福原幕府」的所在地。由於平家“襲擊了南都的興福寺”，時任公卿的九條兼實應已跟隨遷都，所以應該不會發生任何意外。爾後興福寺起兵反抗平家，支持以仁王舉兵反平。
最終，福原京的所有建築物都被源義仲下令焚毀。 也傳言有一部分建材被鎌倉幕府徵用。

## 福原行幸
治承4年6月2日（1180年6月26日），安德天皇、高倉上皇、後白河法皇獲平清盛之邀從京都前來攝津國的福原居住，於此設立行宮。隨後平氏政權計畫在福原附近的和田（輪田）地域營建「和田京」。和田大約位於現在兵庫區南部至長田區一帶的位置。
九条兼實的日記『玉葉』在治承4年5月30日条上記載「來月3日應遷都福原」。兼實對於突然的行幸（遷都）之舉感到不以為然。他嘆了口氣，遷都前夕他“敢怒不敢言”。他曾對遷都表示批評，“這不僅只是天狗般的行為而已。” 、 “生於亂世，見證了這種事情真是一個悲哀的宿命”。 事實上在6月1日時，兼實曾派遣信使問平清盛：“我也應該遷居福原嗎？” 清盛的答覆是：“這裡沒有足夠的住宅用地，所以你不必馬上來此，我以後再帶你來看看。”
最初，他試圖建立一個類似於平安京的里坊制城市，但和田地方很快就陷入了困境，因為當地沒有足夠的平地且面積太小。在同樣位於攝津國的昆陽野（今兵庫縣伊丹市）和播磨國的印南野（兵庫縣加古川市）曾有過建立新京的構想，但這兩個計畫都沒有成立，福原在7月修築了臨時宮殿並開闢了道路，當時只有親平氏的一部分人在此持有住宅用地。不過，當時的院政上皇高倉天皇並未放棄平安京（京都），只在福原修建了一座離宮，內裏和八省院沒有遷移。另一方面，平清盛採取了不搬遷內裏的政策，在11月的新嘗祭之前私下建造了自己的皇居，並在兩年後建立了八省院的廳舍。
然後在11月，平清盛的私邸作為皇居獻給天皇，從17日（12月5日）到20日（8日），舉行了新嘗祭中的五節（新嘗祭仍在京都舉行），23日（11日）將都城遷回京都。據說平清盛是為了在地利上能方便應對源氏開始策劃的舉兵起事，才決定遷都回京。

## 主要史跡
- 平相國廟（能福寺內）
- 清盛塚
- 萱御所遺址碑（藥仙寺內）
- 雪見御所遺址碑（平清盛山莊遺址）
- 安德天皇行在遺址碑（平賴盛山莊遺址、荒田八幡神社內）